# マーティン・ホルム
マーティン・ホルム（Martin Holm、1976年11月27日 - 2009年6月24日）は、スウェーデン人のキックボクサー、ムエタイ戦士。ストックホルム出身。ヴァレンテュナ・ボクシング・キャンプ所属。
2002年にK-1に初参戦し、「北欧・幻のムエタイ王」「光速の左を持つ男」の異名通り、左パンチとムエタイテクニックを武器に、ライトヘビー級の体格でありながらグラウベ・フェイトーザやヤン・"ザ・ジャイアント"・ノルキヤといったスーパーヘビー級ファイター達に1RKO勝利を収め、レイ・セフォーやアーネスト・ホーストとも互角以上の好勝負を演じ、また、プロのキャリアでダウンをしたこともほとんどなかった。

## 来歴
1976年11月27日、スウェーデンのストックホルムに生まれる。
7歳からスイミングスクールに通い始め、9歳から合気道を始めて武道の道を志すと、その後は松濤館流空手も習う。
14歳の時にムエタイを始めるべく、ヴァレンテュナ・ボクシング・キャンプに入門し、ユルゲン・クルトらと共に切磋琢磨した。
18歳の時に休暇で友人と共にタイに旅行に行った時に、現地でいきなり試合のオファーをされて、何も準備が出来ていない状態で突然、公式戦デビューを行い、1RKO勝利を収めた。
1999年、タイでWMCムエタイ・プロ世界王座を獲得。
2002年3月3日、K-1 WORLD GP 2002 in NAGOYAにてK-1デビューし、ヨッキ・オビに得意の左ストレートで1RKO勝ち。
2002年7月14日、K-1 WORLD GP 2002 in FUKUOKAにてグラウベ・フェイトーザと対戦し、ここでも左フックでダウンを奪い、その後も猛ラッシュで攻めて1RKO勝ち。WORLD GP開幕戦の推薦枠での出場権を獲得した。
2002年10月5日、K-1 WORLD GP 2002 開幕戦にてレイ・セフォーと対戦し、0-2の僅差判定負けでプロ初黒星となった。
2002年12月7日、K-1 WORLD GP 2002 決勝戦のリザーブマッチでマイケル・マクドナルドに判定勝ち。
2003年3月15日、K-1 Scandinavia 2003でピーター・マエストロビッチに判定勝ち。
2003年6月14日、K-1 WORLD GP 2003 in PARISにて、当時の現役K-1 WORLD GP王者アーネスト・ホーストと対戦し、善戦するも判定負け。会場の観客はホルムに大声援を送り、ホルムのテクニックに苦しんだために地味で固い試合運びに終始した王者ホーストにはブーイングが飛んだ。
2003年12月6日、K-1 WORLD GP 2003 決勝戦のワンマッチでヤン・"ザ・ジャイアント"・ノルキヤと対戦。身長差24cm、体重差約50kgがあったが、カウンターの左跳び膝蹴り一撃で1RKO勝利。決勝トーナメントの試合でなかったにもかかわらず、ファン投票による大会ベストバウトで上位に入った。
2004年2月14日、K-1 Scandinavia 2004にてティボール・ナギーに判定勝ち。
2004年6月6日、K-1 WORLD GP 2004 in NAGOYAにてジャビット・バイラミと対戦。試合開始直後に蹴った足を負傷したことが響き、判定負けを喫した。これが生涯最後の試合となった。
2005年、重度の鬱病を患う。その後も深刻な鬱病が続いているうちにスウェーデン王女に惚れてしまい、国内で車を盗み、その車でスウェーデン王女宅に侵入を図るという事件を起こし、車が城壁に激突して止まったところを現行犯逮捕された。しかし、怪我人が出なかったことと鬱病がかなり深刻なものであったことが認められ、無罪となった。
無罪判決後はリハビリに専念し、2007年10月にはインタビューで「非常に難しいことだが、じっくり時間をかけて現役復帰を目指したい」と意欲を語るまで回復した。
2009年6月24日、首吊り自殺を図り、死去。

## 戦績
| キックボクシング 戦績 | キックボクシング 戦績 | キックボクシング 戦績 | キックボクシング 戦績 | キックボクシング 戦績 | キックボクシング 戦績 | キックボクシング 戦績 |
| --------------------- | --------------------- | --------------------- | --------------------- | --------------------- | --------------------- | --------------------- |
| 69 試合               | (T)KO                 | 判定                  | その他                | 引き分け              | 無効試合              |                       |
| 60 勝                 | 43                    |                       |                       | 0                     | 0                     |                       |
| 9 敗                  | 0                     | 9                     |                       | 0                     | 0                     |                       |

| 勝敗 | 対戦相手                           | 試合結果                   | 大会名                                        | 開催年月日    |
| ×    | ジャビット・バイラミ               | 3分3R終了 判定0-3          | K-1 WORLD GP 2004 in NAGOYA                   | 2004年6月6日  |
| ○    | ティボール・ナギー                 | 3分3R終了 判定3-0          | K-1 Scandinavia 2004                          | 2004年2月14日 |
| ○    | ヤン・"ザ・ジャイアント"・ノルキヤ | 1R 1:06 KO（左膝蹴り）     | K-1 WORLD GP 2003 決勝戦                      | 2003年12月6日 |
| ×    | アーネスト・ホースト               | 3分5R終了 判定0-3          | K-1 WORLD GP 2003 in PARIS                    | 2003年6月14日 |
| ○    | ピーター・マエストロビッチ         | 3分3R終了 判定3-0          | K-1 Scandinavia 2003                          | 2003年3月15日 |
| ○    | マイケル・マクドナルド             | 3分3R終了 判定2-0          | K-1 WORLD GP 2002 決勝戦 【リザーブファイト】 | 2002年12月7日 |
| ×    | レイ・セフォー                     | 3分3R終了 判定0-2          | K-1 WORLD GP 2002 開幕戦 【1回戦】            | 2002年10月5日 |
| ○    | グラウベ・フェイトーザ             | 1R 2:20 KO（パンチ連打）   | K-1 WORLD GP 2002 in FUKUOKA                  | 2002年7月14日 |
| ○    | ヨッキ・オビ                       | 1R 1:38 KO（左ストレート） | K-1 WORLD GP 2002 in NAGOYA                   | 2002年3月3日  |

## 獲得タイトル
- SIMTAプロムエタイヨーロッパ王座（1994年）
- WKA主催世界アマチュアキックボクシング世界選手権優勝（1997年）
- IAMTF主催ヨーロッパアマチュアムエタイ選手権優勝（1998年）
- IFMA主催キングスカップ世界アマチュアムエタイ選手権優勝（1999年）
- WMCムエタイ・プロ世界王座（1999年）